# Huddinge Sankt Mikaels distrikt
Huddinge Sankt Mikaels distrikt är ett distrikt i Huddinge kommun och Stockholms län. 
Distriktet ligger nordväst om Huddinge centrum. 

## Tidigare administrativ tillhörighet
Distriktet inrättades 2016 och utgörs av en del av Huddinge socken i Huddinge kommun.
Området motsvarar den omfattning Sankt Mikaels församling hade 1999/2000 och fick 1989 efter utbrytning ur Huddinge församling.